# 加古川市消防本部
加古川市消防本部（かこがわししょうぼうほんぶ）は、兵庫県加古川市の消防部局（消防本部）。管轄区域は加古川市・加古郡（稲美町・播磨町）全域。稲美町・播磨町は加古川市に常備消防事務を委託している。

## 概要
- 消防本部：加古川市加古川町北在家2000
- 管内面積：182.56km2
- 職員数：322人
- 消防署2カ所、分署8カ所
- 主力機械（2023年4月1日現在）
  - 普通消防ポンプ自動車：8
  - 水槽付消防ポンプ自動車：11
  - はしご付消防自動車：2
  - 化学消防自動車：2
  - 救急自動車：12
  - 救助工作車：2
  - 指揮車：3
  - 資機材搬送車：2
  - 小型動力ポンプ付水槽車：1
  - 高所活動車：1
  - 調査広報車：3
  - 査察広報車：4
  - 予防広報車：1
  - 救急連絡車：1
  - 連絡車：7

## 沿革
- 1948年3月7日　自治体消防として、加古川町消防本部・加古川町消防署を設置。
- 1950年6月15日　市制施行に伴い、加古川市消防本部・加古川市消防署に改称。
- 1963年6月1日　救急業務を開始。
- 1967年11月21日　新消防庁舎に移転し業務を開始。
- 1971年4月1日　南出張所を開設。
- 1973年4月1日　北出張所を開設。
- 1974年4月1日　南出張所・北出張所を南分署・北分署に改称。
- 1977年4月1日　東分署を開設。
- 1978年4月1日　加古郡播磨町の消防委託業務を開始。
- 1979年4月1日　東分署が東消防署に昇格し、加古川市消防署を中央消防署に改称。
- 1979年4月9日　西分署を開設。
- 1981年3月1日　志方分署を開設。
- 1982年4月1日　加古郡稲美町の消防委託業務を開始。
- 1983年4月1日　両荘分署を開設。
- 1983年11月1日　稲美分署を開設。
- 1996年3月1日　救急救命士の運用を開始。
- 1998年7月21日　消防本部を現在地に移転。
- 2000年4月1日　播磨分署を開設。加古川市防災センターを開設。
- 2003年4月1日　野口分署を開設。
- 2005年4月　JR福知山線脱線事故に出場する。
- 2004年7月　福井豪雨災害に緊急消防援助隊を派遣する。
- 2011年3月　東日本大震災に緊急消防援助隊を派遣する。
- 2013年4月1日　中央消防署に高度救助隊「スーパーレスキュー加古川」を設置する。

## 組織
- 本部 - 総務課、警防課、救急課、指令課、予防課、防災センター
- 消防署

## 消防署

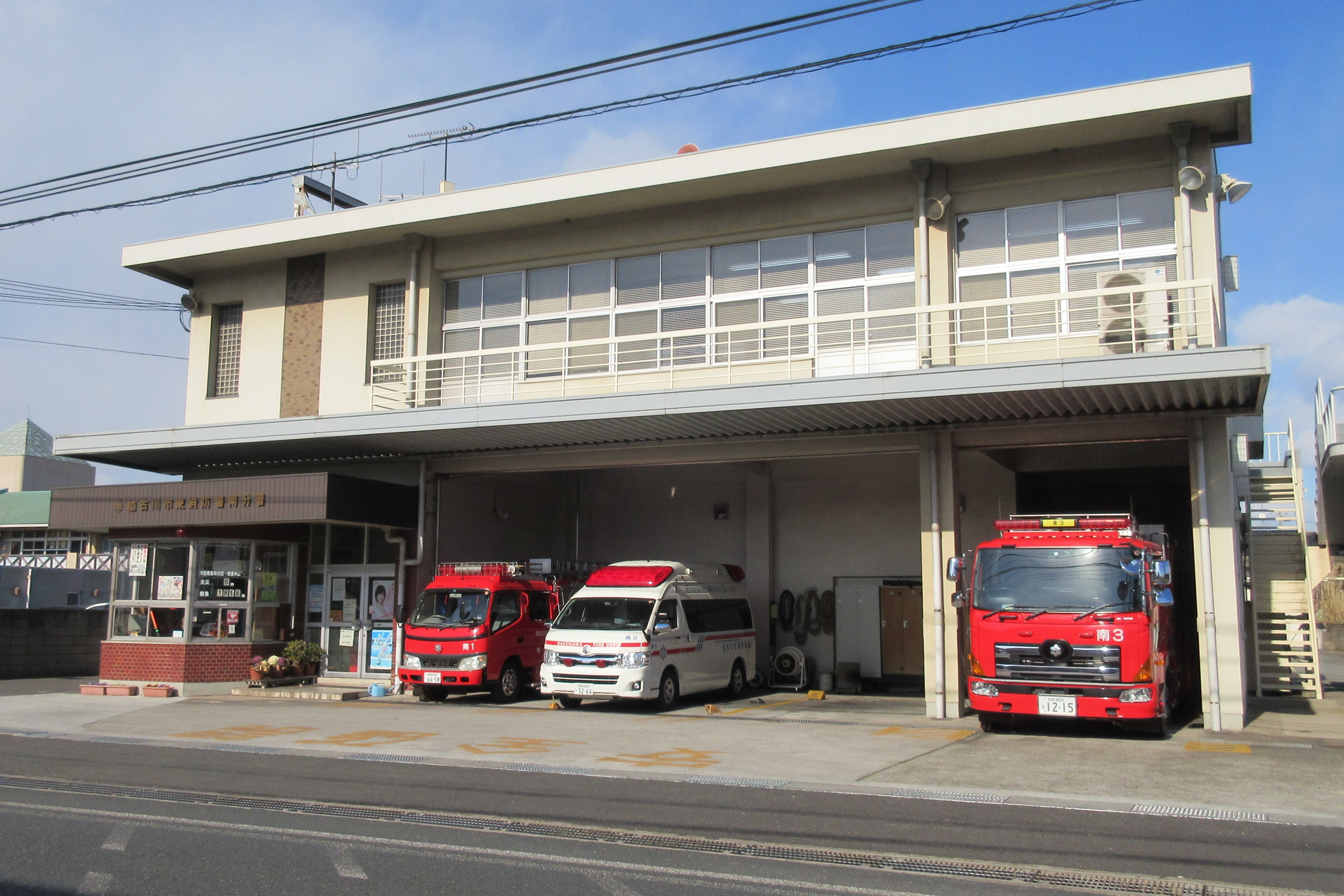
加古川市東消防署南分署

| 消防署     | 住所             | 分署 |
| ---------- | ---------------- | --- |
| 中央消防署 | 加古川町本町194  | 北：新神野7-4-7 西：東神吉町神吉917-2 志方：志方町東飯坂239-1 両荘：上荘町薬栗100-2                         |
| 東消防署   | 平岡町新在家29-2 | 南：別府町新野辺574-177 野口：野口町水足2020-25 稲美：加古郡稲美町国安1294-5 播磨：加古郡播磨町東本荘2-16-5 |